# 台北捷運
台北捷運（タイペイしょううん）は、台湾台北市及び、その周辺の新北市の板橋区・土城区・永和区・中和区・新荘区・淡水区・三重区・蘆洲区・新荘区などの慢性的な交通渋滞を緩和するために設置された捷運（地下鉄・新交通システム）。正式名称は台北都会区大衆捷運系統（Taipei Rapid Transit System）。台北大衆捷運股份有限公司によって運営されている。呼称としては、北捷、台北MRT、台北地下鉄もしくは台北メトロなどがある。

## 概要
当初は全ての路線が自動案内軌条式旅客輸送システム（AGT）で運用されることになっていたが後に見直され、地下鉄・地上線（高架区間）・自動案内軌条式旅客輸送システムによる交通体系が構築された。文山線および内湖線（文湖線）のみ自動案内軌条式旅客輸送システム（フランスのVALシステムを採用）で、その他の路線は、地下鉄と高架区間（軌間1435mm、第三軌条集電方式）である。
現在も、台北市信義区や新北市中和区、永和区で捷運路線を建設中であり、今後10年以内で台北市と周辺都市のほぼ全域で鉄道ネットワークが完成することになる。また、台北車站・板橋・南港・松山の各駅で、台湾鉄路管理局の西部幹線と台湾高速鉄道（松山を除く）に接続している。
車内の駅名アナウンスは、各言語を平等に扱う法令の存在から、国語（北京語）・英語・台湾語・客家語の4種で放送されている。元々は、国語、台湾語、客家語、英語の順番であったが、外国人観光客対応として、2015年12月7日より前述の順番に改められた。ただし、英語以外に関しては、国語と台湾語で表記が異なる駅（台大医院駅、台湾語では医院ではなく病院と表記）、地域の慣習から国語と台湾語で発音が異なる駅（三重駅）もある。
中国語と英語を母語としない国の観光客数で日本人が最多であることから、2018年8月より一部主要駅で日本語での到着駅案内が追加されたが、駅間の短さも相まって放送が長すぎるとの声もある。案内放送は高雄捷運のように乗り換え路線の案内はなく、上記4ヶ国語の最後に駅名（例えば台北101/世貿は『たいぺいいちまるいち せかいぼうえきセンター』）だけがアナウンスされる。
2023年8月1日からは、近年急増している韓国人観光客向けに、英語以外の外国語では日本語に続き、韓国語の案内が追加された。また、既存の日本語の案内についても、放送する対象駅が追加された。
なお、改札口に黄線で示されている制限エリア内や車内での飲食・喫煙は禁止されており、過料の対象となる。また、改札内にあるトイレは改札外からでも利用でき、窓口の係員にその旨を申し出れば入場料なしでトイレを貸りることができる。
2007年5月1日より、中正紀念堂駅、古亭駅、剣潭駅及び市政府駅の4駅でIC乗車券（トークン）の使用を開始し、順次全駅の自動改札機、および自動券売機を全面的に交換し、完全にIC化された。
2016年10月より、それまで非公式に使われてきた駅ナンバリングを運行系統ごとに再編したうえで、ラインカラーの頭文字+2桁の数字に統一したものを正式採用。台北ユニバーシアードを控えた翌年夏までに順次導入することとなり、2017年5月に全路線全駅で切り替えが完了した。2017年1月からは、車内ドア上の電光案内表示も、行先や英語での到着駅表示のときに駅番号とそれまでの中文表記の英訳から、ラインカラーによる路線案内に切り替わっている。（板南線台北車站での例：Taipei Main Station BL12、Transfer Station for the Red Line, TRA, HSR or Taoyuan Airport MRT.（以前は"Tamsui-Xinyi Line"）、行先はBL 頂埔、BL Dingpuで固定表示）
2005年から着手していたホームドアの全117駅への設置は2018年9月末に完了した。
2020年2月1日より無記名を含むIC乗車カードでの一律20%割引が廃止となり、利用者の月間利用回数に応じた割引が適用される。（後述）
日韓からの観光客増加に加え、高齢者・認知症患者等への配慮から、2023年6月以後、全駅の駅名標の更新を進めている。第1段階は既存の駅名の下に日本語や韓国語の表記を追加、第2段階はフォントを明朝体からゴシック体に変更する。日本語・韓国語表記の追加は2024年9月末までに完了する見込み。

## 路線一覧

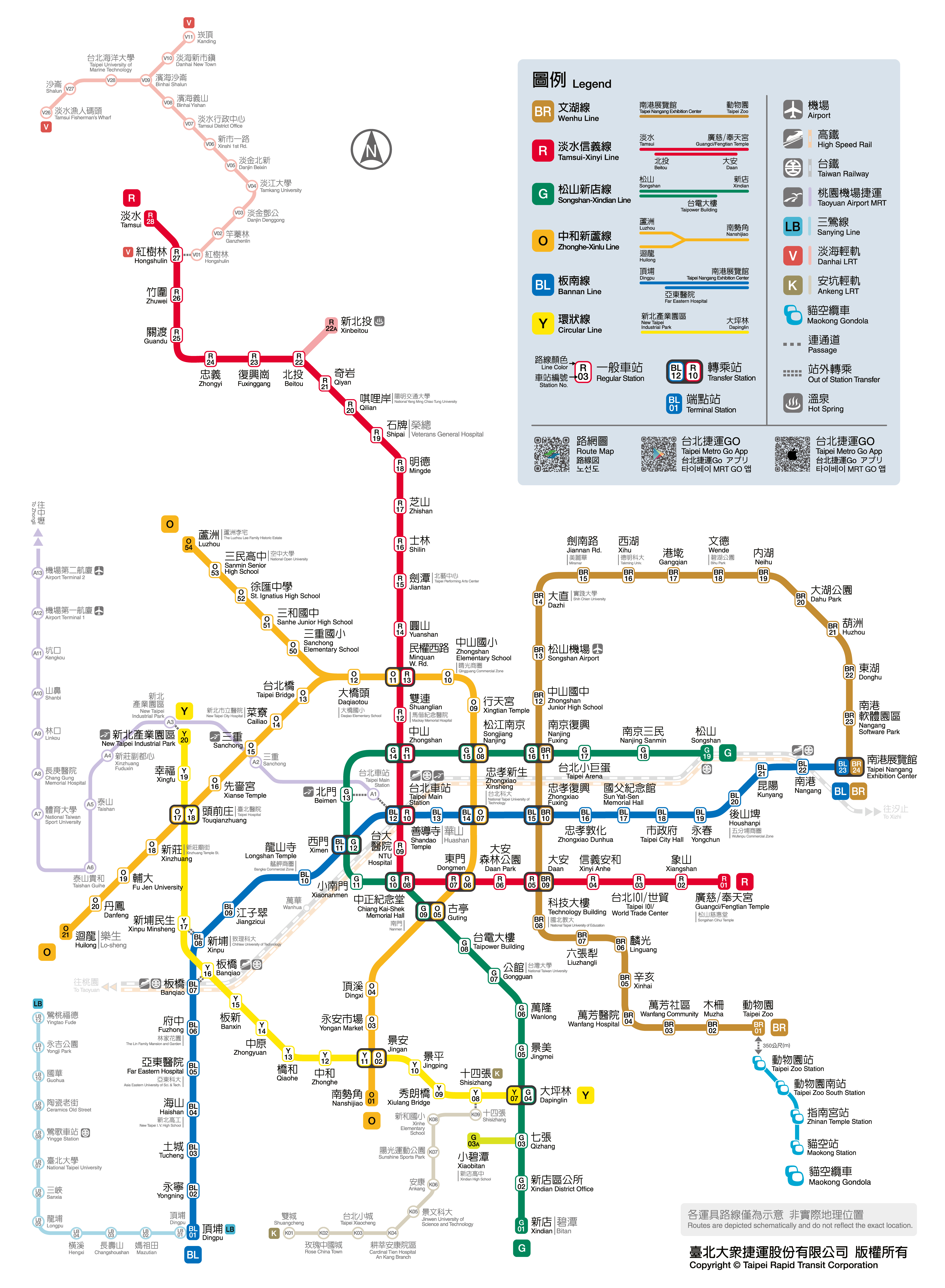
台北捷運路線図

### 台北捷運
| 路線 | 路線       | 路線              | 区間                                        | キロ程     | 備考                       |
| ---- | ---------- | ----------------- | ------------------------------------------- | ---------- | -------------------------- |
| BR   | 文湖線     | 文山線            | 動物園 - 中山国中                           | 10.9 km    | 旧1木柵線、旧番はBR13-BR02 |
| BR   | 文湖線     | 内湖線            | 中山国中 - 南港展覧館                       | 14.8 km    | 旧1、旧番はBR2-BR1-B1-B11  |
| R    | 淡水信義線 | 淡水線            | 淡水 - 中正紀念堂                           | 23.2 km    | 旧2、旧番はR33-R11         |
| R    | 淡水信義線 | 信義線            | 中正紀念堂 - 象山                           | 6.4 km     | 旧2、旧番はR11-R05         |
| R    | 淡水信義線 | 信義線            | 象山 - 広慈/奉天宮                          | 1.5 km     | 建設中 旧番はR05-R03       |
|      | 新北投支線 | 新北投支線        | 北投 - 新北投                               | 1.2 km     | 旧番はR27-R26              |
| G    | 松山新店線 | 新店線            | 新店 - 中正紀念堂                           | 9.3 km     | 旧3、旧番はG1-G11          |
| G    | 松山新店線 | 小南門線          | 中正紀念堂 - 西門                           | 1.6 km     | 旧3、旧番はG11-G13         |
| G    | 松山新店線 | 松山線            | 西門 - 松山                                 | 8.5 km     | 旧3、旧番はG13-G22         |
|      | 小碧潭支線 | 小碧潭支線        | 七張 - 小碧潭                               | 1.9 km     | 旧番はG03-G03A             |
| O    | 中和新蘆線 | 中和線            | 南勢角 - 古亭                               | 5.4 km     | 旧4、旧番はO19-O15         |
| O    | 中和新蘆線 | 新荘線            | 古亭 - 迴龍 (大橋頭 - 迴龍は4A号線)         | 19.7 km    | 旧4A、旧番はO15-O1-O59-O60 |
| O    | 中和新蘆線 | 蘆洲線            | 大橋頭 - 蘆洲                               | 6.4 km     | 旧4B、旧番はO8-O47-O43     |
| BL   | 板南線     | 南港線            | 南港展覧館 - 西門                           | 13.5 km    | 旧5、旧番はBL18-BL6        |
| BL   | 板南線     | 板橋線            | 西門 - 府中                                 | 7.2 km     | 旧5、旧番はBL6-BL1         |
| BL   | 板南線     | 土城線            | 府中 - 頂埔                                 | 7.6 km     | 旧5、旧番はBL1-BL40-BL36   |
| Y    | 黄線       | 環状線            | 剣南路- 新北産業園区 北環段                 | 14.2 km    | 一部建設中                 |
| Y    | 黄線       | 環状線            | 新北産業園区 - 大坪林 西環段                | 15.4 km    |                            |
| Y    | 黄線       | 環状線            | 大坪林 - 動物園 南環段                      | 5.6 km     | 一部建設中                 |
| Y    | 黄線       | 環状線            | 剣南路 - 動物園 東環段                      | 13.1 km    | 計画中                     |
| Y    | 黄線       | 南北線            | 秀朗橋 - 剣南路                             | 17.1 km    | 計画中止                   |
| LG   | 万大樹林線 |                   | 中正紀念堂 - 莒光                           | 9.5 km     | 建設中                     |
| LG   | 万大樹林線 | 中和高中 - 迴龍   | 13.3 km                                     | 一部建設中 |                            |
| SB   | 民生汐止線 |                   | 大稲埕 - 東湖                               | 17.5 km    | 計画中                     |
| SB   | 民生汐止線 | 東湖 - 汐止区公所 | 計画中止 (新北捷運の汐止東湖線に取り替えた) | 17.5 km    |                            |
|      | 民生汐止線 | 東湖支線          | 下社后 - 内溝                               | 2.23 km    | 計画中                     |
| L    | 社子線     | 社東線            | 頂福洲 - 天母                               | 17.9 km    | 計画中止                   |
| L    | 社子線     | 社南線            | 大橋頭 - 嗄嘮別（仮称・予定）               | 17.9 km    | 計画中止                   |

### 新北捷運
淡海軽軌や三鶯線は台北捷運や捷運局の計画路線図に併記されているが、新北市政府捷運工程局による計画、建設路線で2018年に設立された新北捷運公司によって運営される。

## 運行系統

### 現在の運行系統

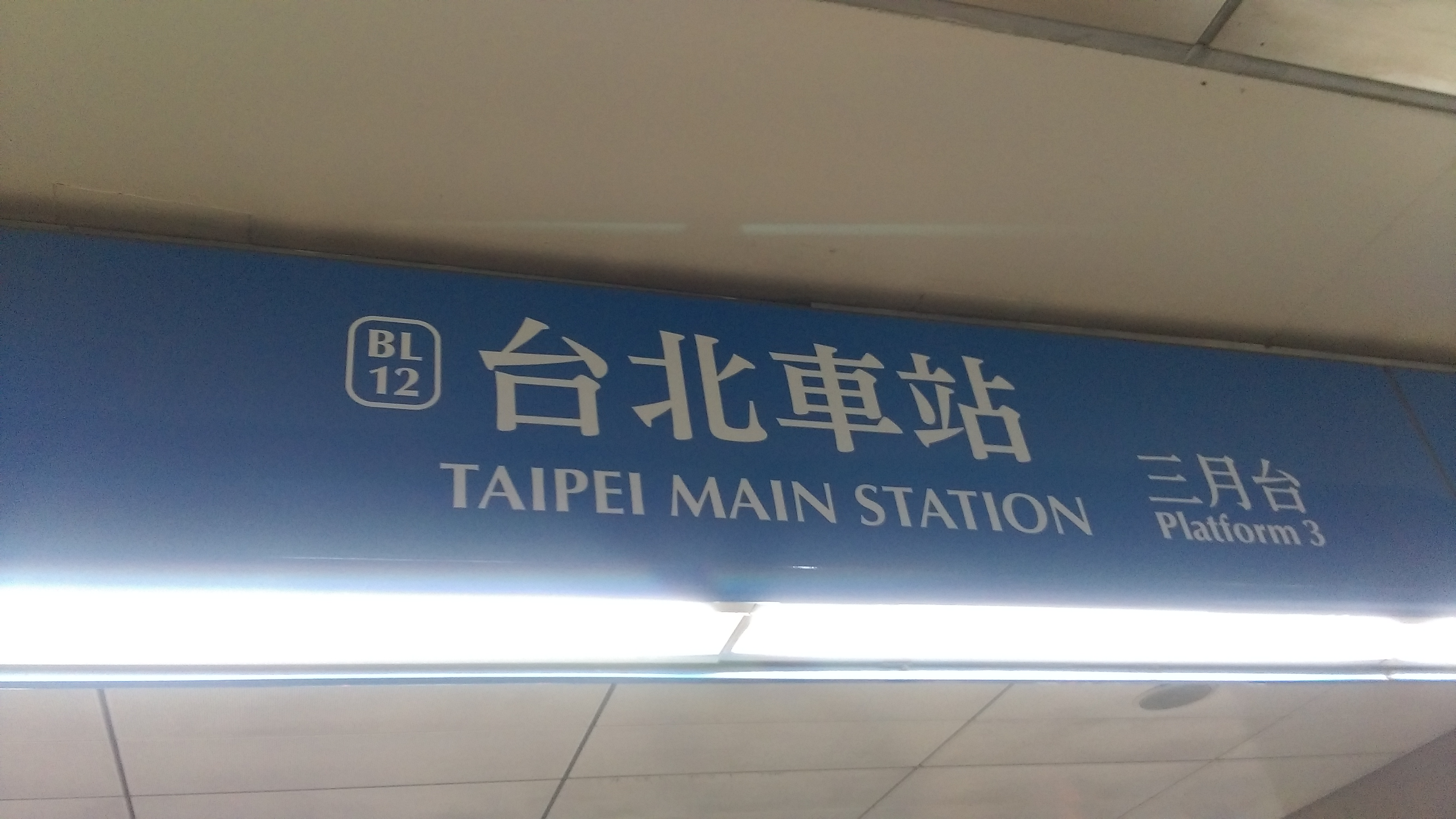
駅番号が付与された台北車站駅の駅名標

松山線の開通に合わせ、イメージカラーの路線ごとに新しい運行系統による運転が開始された。また、路線番号が付けられた。路線一覧の表を参照。
松山線は、小南門線および新店線と相互直通運転、松山 - 新店間と松山 - 台電大楼間の区間運転列車が運行。

### 2014年11月14日までの運行系統
淡水線（通称紅線）は、信義線（通称紅線）および新店線（通称緑線）と相互直通運転を行っており、淡水 - 新店間の列車と北投 - 象山間の列車が交互に運転されていた。
小南門線（通称緑線）は新店線と台電大楼まで直通運転。
中和線及び新荘線・蘆洲線（通称橘線）は、南勢角発着の直通運転で迴龍方面の列車と蘆洲方面の列車が交互に運転。古亭を境に別線ではあるが、路線カラーは共通であり、事実上同じ路線として運用。
文山線（通称棕線）は内湖線の開業に伴い、文山内湖線として直通運転。
それ以外の路線新北投支線（通称紅線支線）、小碧潭支線（通称緑線支線））は直通運転を行わず線内を往復している。新北投支線は直通計画があった。

## 車両

### 中運量型
| 文湖線VAL256型 |  | 文湖線C370型 |  | 環状線車両 |
| 文湖線VAL256型 |  | 文湖線C370型 |  | 環状線車両 |

ゴムタイヤ式
- VAL256型中運量電聯車

製造元 - マトラ
営業最高速度 - 70 km/h
運用路線 - 文湖線
- C370(Innovia APM 256)型中運量電聯車

製造元-ボンバルディア・トランスポーテーション
営業最高速度 - 70 km/h
運用路線 - 文湖線
鉄輪式
- ドライバーレスメトロ（導入予定）

製造元 - 日立レールイタリア(旧アンサルドブレーダ)
営業最高速度 - 80 km/h
運用路線 - 環状線
- メトロポリス（導入予定）

製造元 - アルストム
運用路線 - 萬大中和線

### 高運量型
各形式は、基本的に右表のように、入札番号に基づいて形式と車番が分類されている。
| 形式 | ユニット      | ユニット     | ユニット     |
| 形式 | DM 制御動力車 | T 中間付随車 | M 中間動力車 |
| ---- | ------------- | ------------ | ------------ |
| 形式 | 車番          |              |              |
| 301  | 10xx          | 20xx         | 30xx         |
| 321  | 11xx          | 21xx         | 31xx         |
| 341  | 12xx          | 22xx         | 32xx         |
| 371  | 13xx          | 23xx         | 33xx         |
| 371  | 14xx          | 24xx         | 34xx         |
| 381  | 15xx          | 25xx         | 35xx         |

| 淡水線C301型 |  | 板南線C321型 |  | 板南線C341型 |
| 淡水線C301型 |  | 板南線C321型 |  | 板南線C341型 |

| 新北投支線C371型 |  | 淡水線C381型 |  | C381型車内 |
| 新北投支線C371型 |  | 淡水線C381型 |  | C381型車内 |

- C301型高運量電聯車

製造元 - URC（川崎重工業）
営業最高速度 - 80 km/h
運用路線 - 淡水信義線
- C321型高運量電聯車

製造元 - シーメンス・トランスポーテーション・システムズ
営業最高速度 - 80 km/h
運用路線 - 板南線
- C341型高運量電聯車

製造元 - シーメンス・トランスポーテーション・システムズ
営業最高速度 - 80 km/h
運用路線 - 板南線
- C371型高運量電聯車

製造元 - 川崎重工業、一部台湾車輌公司
営業最高速度 - 80 km/h
運用路線 - 松山新店線、中和新蘆線、新北投支線、小碧潭支線
- C381型高運量電聯車

製造元 - 川崎重工業、一部台湾車輌公司
営業最高速度 - 80 km/h
運用路線 - 淡水信義線、松山新店線

## 運賃
単位はすべてニュー台湾ドル（NT$）

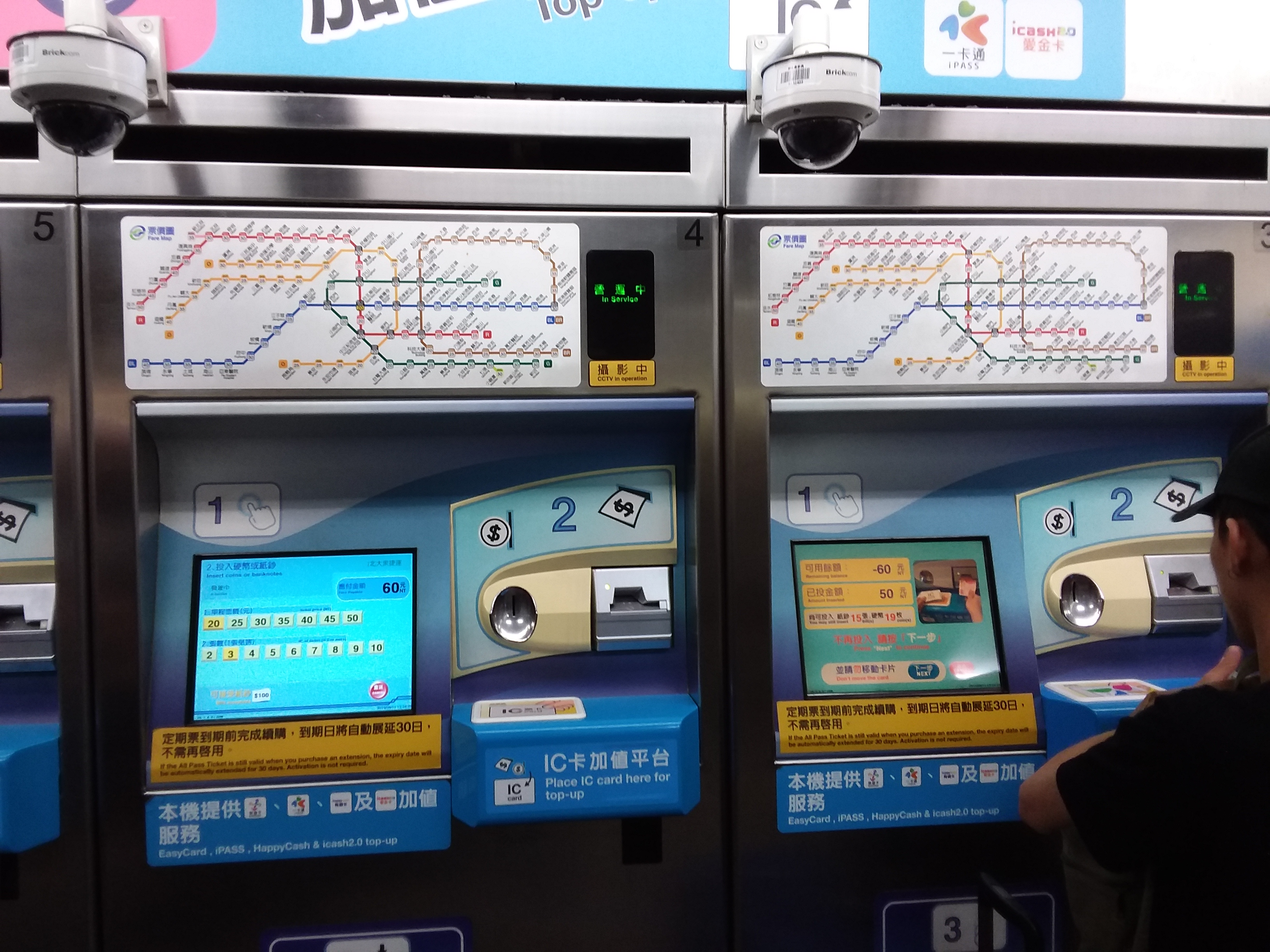
12言語対応の券売機兼チャージ機

- 券売機は12言語対応（繁体字中国語、簡体字中国語、英語、日本語、朝鮮語、マレー語、インドネシア語、ベトナム語、タイ語、スペイン語、フランス語、ドイツ語[20]）、ICカードへのチャージは、紙幣だけではなく小銭（1元）単位でも可能[21]。
- プリペイド式のICカード（悠遊卡（英名称：EasyCard）・一卡通（英名称：iPass）・有錢卡（英名称：HappyCash）[注 4]・愛金卡（英名称：icash））に対応
  - 日本と異なり、残高不足のままでも改札機での入出場が可能（不足分は全カードに含まれている100元のデポジットが充当される[注 5]）で、マイナス残高になると、不足分がチャージされるまでロックされる。
  - 2020年1月末を以って一律20%のIC割引が廃止。代替として11乗車目以降から割引に変更[14]。
- 敬老・愛心などの福祉系の各乗車カードとバスとの乗継割引制度は2020年2月以降も維持される[14][23]。
- ICで1時間以内に台北市市区公車・新北市公車（中国語版）と乗り継ぐ場合はバス1段運賃の半額相当分が後で乗り継いだ方の運賃から割り引かれる。（普通$8、学生$6、児童・社福$4）
- 6歳未満と115cm以下の身長の子供は、運賃を支払う旅客に同伴する場合のみ4人まで運賃が無料となる（6歳未満でも身長が115cmを超える場合はパスポートなどの身分証明書が必要）。
- 台北市に戸籍がある6歳以上12歳未満の児童（かつ身長150cm以下。150cmを超える児童は身分証明書が必要）、中華民国籍の障害者、65歳以上の高齢者は優惠票と言われる専用の乗車カードを購入することができる。台鉄やバスでは子供（割引）料金の設定があり半額となるが、台北MRTと桃園空港MRTでは当該戸籍、国籍を持たない者は割引なしの大人料金が適用される。
- （2018年1月26日より適用）台北市政府社会局の施策により、満6歳以上12歳以下の台北市に籍を置く小学生は40%の割引が適用される児童優待機能が学生証に付与される。市外への通学者には区公所で記名式悠遊卡を発行する[24][25]。
  - 新北市でも同様の割引（記名式の「新北児童卡」）を2018年3月より施行したが台北市のそれより割引幅の大きい半額であり、同じ路線の利用でも通学先や居住地で異なる事例となる[26]。
- 満65歳以上または心身障害者の場合、60%の割引が適用される優待悠遊カードを購入できる。発行時に年齢、本人確認できる公的身分証が必要となる。

| 距離                                               | - 5 km | 5-8 km | 8-11 km | 11-14 km | 14-17 km | 17-20 km | 20-23 km | 23-27 km | 27-31 km | 31 km - |
| -------------------------------------------------- | ------ | ------ | ------- | -------- | -------- | -------- | -------- | -------- | -------- | ------- |
| 普通運賃（大人）                                   | NT$20  | NT$25  | NT$30   | NT$35    | NT$40    | NT$45    | NT$50    | NT$55    | NT$60    | NT$65   |
| IC児童（台北市の6-12歳が対象）                     | 12     | 15     | 18      | 21       | 24       | 27       | 30       | 33       | 36       | 39      |
| IC社福（敬老・障害）・児童（新北市の6-12歳が対象） | 8      | 10     | 12      | 14       | 16       | 18       | 20       | 22       | 24       | 26      |

### 利用回数割引
2020年2月1日開始。長らく運輸部門の赤字が続いていたことからIC一律割引の廃止が検討され、代案として月間利用回数に応じた割引が翌月分以降適用される新制度となる。利用回数のカウントは2020年1月から既に開始しており、毎月1日から月末までの利用回数とそれに応じたキャッシュバックが記録され、翌月以降にバスを含む交通および少額消費決済に利用できる。キャッシュバックは6か月間有効。利用が月間30回（1日往復で2回の場合は15日分に相当）超過で廃止前の一律20%と同じになるため、ヘビーユーザーほど割安となるシステム。短期滞在の外国人旅行者は11回以上の利用かつキャッシュバック失効までの再利用が見込めない場合は恩恵がなくなることになる。
- 月間10回以下：無割引
- 月間11-20回：10%[14]
- 月間21-30回：15%[14]
- 月間31-40回：20%[14]
- 月間41-50回：25%[14]
- 月間51回以上：30%[14]

### 定期運賃
2018年4月より台北/新北両市交通局により、1か月間NT$1,280で台北捷運（後に新北捷運も）、両市の公車に加えて公共シェアサイクルのYouBike（最初の30分が無料）が無制限で乗り放題となる「1280元月票」の販売を開始した。通常のICカードに定期券機能を追加する形式となる。2020年2月以降も制度は維持される。
2023年7月1日より、交通部が主導する「TPASS行政院通勤月票」が発売されるため、既存の「1280元月票」は2023年6月30日限りで発売を終了した。「TPASS行政院通勤月票」では、1か月間NT$1,200で新たに基隆市、桃園市も対象エリアとなり、これまで対象外だった桃園捷運、台鉄、国道客運（高速バス）も利用できるようになる。

### フリーパス類
- 1日フリー切符：One-Day Passの場合、1日NT$150で捷運路線が乗り放題となる[29]。
- 24/48/72時間フリーはNT$180/280/380で捷運路線乗り放題となる[29]。
- 観光パス（北北基好玩卡）はNT$180/310/440/700で捷運路線に加え台北市市区公車(バス)と新北市公車(バス)が1/2/3/5日間乗り放題となる「交通暢遊版」と、エリア内の飲食店や観光地の割引特典が付与された「無限暢遊版」が販売されている[29]。
- 猫空ゴンドラワンデーパスはNT$350で捷運・台北市市区公車・新北市公車に加え猫空ロープウェイも乗り放題となる[29]。
- 桃園機場捷運の台北車站 - 空港駅との往復がセットになった48/72時間券は桃園捷運の当該駅と桃園国際空港でのみ購入可能で最大14%割引となる[30]。また、国光客運の台北車站 - 桃園国際空港間の空港バス（1819番）往復乗車券とセットになった48/72時間券も発売されている[31]。
- サイクルトレイン：NT80$均一。土日祝日のみ、1人あたり自転車1台に限る。なお、文湖線、台北車站、忠孝復興駅、大安駅、南京復興駅および中山駅、忠孝新生駅での乗降及び乗り換えはできない[32]。

## 歴史

台北捷運路線及び計画図(南北線は廃止されました)

| 1986年 | 3月27日  | 台北捷運の初期路線網が行政院にて確定(p325) | 台北捷運の初期路線網が行政院にて確定(p325) | 台北捷運の初期路線網が行政院にて確定(p325) |
| 1988年 | 12月15日 | 台北捷運建造工事開始(p326)                 | 台北捷運建造工事開始(p326)                 | 台北捷運建造工事開始(p326) |
| 1996年 | 3月28日  |                                            | 木柵線                                     | 全線開通(p327) |
| 1997年 | 3月28日  |                                            | 淡水線                                     | 淡水駅 - 中山駅間開通(p327) |
| 1997年 | 3月28日  |                                            | 新北投支線                                 | 全線開通(p327) |
| 1997年 | 12月25日 |                                            | 淡水線                                     | 中山駅 - 台北車站駅間延伸(p327) |
| 1998年 | 12月24日 |                                            | 中和線                                     | 全線開通(p328) |
| 1998年 | 12月24日 |                                            | 新店線                                     | 中正紀念堂駅 - 古亭駅間開通(p328) |
| 1998年 | 12月24日 |                                            | 淡水線                                     | 台北車站駅 - 中正紀念堂駅間延伸により全線開通(p328) |
| 1999年 | 11月11日 |                                            | 新店線                                     | 古亭駅 - 新店駅間延伸により全線開通(p328) |
| 1999年 | 12月24日 |                                            | 南港線                                     | 市政府 - 西門駅間開通(p328) |
| 1999年 | 12月24日 |                                            | 板橋線                                     | 西門 - 龍山寺駅間開通(p328) |
| 2000年 | 8月31日  |                                            | 板橋線                                     | 龍山寺駅 - 新埔駅間延伸(p328) |
| 2000年 | 8月31日  |                                            | 小南門線                                   | 全線開通(p328) |
| 2000年 | 12月30日 |                                            | 南港線                                     | 市政府駅 - 昆陽駅間延伸(p328) |
| 2001年 | 9月17日  |                                            | 木柵線以外の全線                           | 当日早朝に全線運休となったが、その後の台風による甚大な水害により、台北市都心部の地下駅が水没するなど大きな被害。 全駅が冠水した南港線は特に深刻で、完全復旧には数ヶ月を要した(pp頁121-132)。 |
| 2004年 | 9月29日  |                                            | 小碧潭支線                                 | 全線開通(p329) |
| 2006年 | 5月31日  |                                            | 板橋線（板橋延伸線）                       | 全線開通(p330) |
| 2006年 | 5月31日  |                                            | 土城線                                     | 府中駅 - 永寧駅間開通(p330) |
| 2007年 | 7月4日   |                                            | 猫空ロープウェイ                           | 全線開業(p331) |
| 2008年 | 12月25日 |                                            | 南港線                                     | 昆陽駅 - 南港駅間延伸(p331) |
| 2009年 | 7月4日   |                                            | 内湖線                                     | 全線開通、木柵線と直通開始(p331) |
| 2010年 | 11月3日  |                                            | 新荘線                                     | 忠孝新生駅 - 大橋頭駅間開通(p331) |
| 2010年 | 11月3日  |                                            | 蘆洲線                                     | 全線開通(p331) |
| 2011年 | 2月27日  |                                            | 南港線                                     | 全線開通(p332) |
| 2012年 | 1月5日   |                                            | 新荘線                                     | 輔大駅 - 大橋頭駅間開通(p332) |
| 2012年 | 9月30日  | 忠孝新生駅 - 古亭駅開通(p332)              | 新荘線                                     | |
| 2013年 | 6月29日  |                                            | 新荘線                                     | 全線開通 |
| 2013年 | 11月24日 |                                            | 信義線                                     | 中正紀念堂駅 - 象山駅 |
| 2014年 | 11月15日 |                                            | 松山線                                     | 全線開通 |
| 2015年 | 7月6日   |                                            | 土城線(延伸)                               | 永寧駅 - 頂埔駅(全線開通) |
| 2020年 | 1月31日  |                                            | 環状線(西環)                               | 新北産業園区駅 - 大坪林駅（一段階） |

## 今後の開業予定
| 2025年12月 | [ 39 ] |                     | 信義線 | 象山駅 - 広慈/奉天宮駅    |
| 2027年6月  | [ 40 ] |                     | 萬大線 | 中正紀念堂駅 - 莒光駅     |
| 2031年6月  | [ 41 ] | 中和高中駅 - 迴龍駅 | 萬大線 |                           |
| 2031年6月  | [ 42 ] |                     | 環状線 | 新北産業園区駅 - 剣南路駅 |
| 2031年6月  | [ 42 ] | 大坪林駅 - 動物園駅 | 環状線 |                           |
| 2033年     | [ 43 ] | 剣南路駅 - 動物園駅 | 環状線 |                           |

## 運営状況
開業以来の全路線での年別輸送人員、運輸収入は以下の通り（猫空ロープウェイは含まない）。運輸事業単体では開業時から赤字続きだが、広告・小売などの関連事業の黒字でカバーする状況が続いている。
| 年     | 出典  | 輸送実績（人） | 輸送実績（人） | 輸送人キロ    | 運輸収入 (NT$) |
| 年     | 出典  | 年間           | 1日平均        | 輸送人キロ    | 運輸収入 (NT$) |
| ------ | ----- | -------------- | -------------- | ------------- | -------------- |
| 1996年 | [ 2 ] | 11,204,389     | 40,159         | 57,226,810    | 286,812,131    |
| 1997年 | [ 2 ] | 31,079,749     | 85,150         | 243,676,517   | 998,779,263    |
| 1998年 | [ 2 ] | 60,780,607     | 166,522        | 512,282,678   | 1,703,959,327  |
| 1999年 | [ 2 ] | 126,952,074    | 347,814        | 1,031,342,472 | 3,050,222,595  |
| 2000年 | [ 2 ] | 268,588,061    | 733,847        | 2,042,303,171 | 6,163,591,692  |
| 2001年 | [ 2 ] | 289,642,714    | 793,542        | 2,223,486,596 | 6,521,102,463  |
| 2002年 | [ 2 ] | 324,433,557    | 888,859        | 2,469,133,099 | 7,206,152,402  |
| 2003年 | [ 2 ] | 316,189,090    | 866,271        | 2,440,757,221 | 6,978,188,835  |
| 2004年 | [ 2 ] | 350,141,956    | 956,672        | 2,680,355,529 | 7,615,737,108  |
| 2005年 | [ 2 ] | 360,729,803    | 988,301        | 2,742,373,385 | 7,789,059,323  |
| 2006年 | [ 2 ] | 383,947,560    | 1,051,911      | 2,999,375,706 | 8,368,731,879  |
| 2007年 | [ 2 ] | 416,229,685    | 1,140,355      | 3,298,870,377 | 9,124,630,893  |
| 2008年 | [ 2 ] | 450,024,415    | 1,229,575      | 3,548,827,341 | 9,713,636,820  |
| 2009年 | [ 2 ] | 462,472,351    | 1,267,048      | 3,720,991,244 | 9,886,725,974  |
| 2010年 | [ 2 ] | 505,466,450    | 1,384,840      | 4,123,189,526 | 10,711,141,961 |
| 2011年 | [ 2 ] | 566,404,486    | 1,551,793      | 4,607,794,447 | 12,148,766,387 |

| 年     | 出典  | 輸送実績（人） | 輸送実績（人） | 輸送人キロ    | 運輸収入 (NT$) |
| 年     | 出典  | 年間           | 1日平均        | 輸送人キロ    | 運輸収入 (NT$) |
| ------ | ----- | -------------- | -------------- | ------------- | -------------- |
| 2012年 | [ 2 ] | 602,199,342    | 1,645,353      | 4,973,666,983 | 13,168,409,381 |
| 2013年 | [ 2 ] | 634,961,083    | 1,739,619      | 5,232,348,823 | 13,851,373,635 |
| 2014年 | [ 2 ] | 679,506,401    | 1,861,661      | 5,589,414,250 | 14,761,394,672 |
| 2015年 | [ 2 ] | 717,511,809    | 1,965,786      | 5,880,980,256 | 15,651,875,244 |
| 2016年 | [ 2 ] | 739,990,166    | 2,021,831      | 6,016,178,851 | 16,086,223,543 |
| 2017年 | [ 2 ] | 746,066,556    | 2,044,018      | 6,039,704,394 | 16,174,579,465 |
| 2018年 | [ 2 ] | 765,470,127    | 2,097,178      | 6,201,186,094 | 16,559,721,317 |
| 2019年 | [ 2 ] | 789,599,014    | 2,163,285      | 6,361,117,830 | 16,810,512,441 |
| 2020年 | [ 2 ] | 695,650,777    | 1,900,685      | 5,656,505,100 | 15,402,587,189 |
| 2021年 | [ 2 ] | 531,120,335    | 1,455,124      | 4,373,449,588 | 12,157,245,372 |

### 註釈
1. ↑  新荘線迴龍駅の一部の設備は桃園市亀山区内にある。
2. ↑  2線のプラットホームが分離している駅（台北車站駅、忠孝復興駅、大安駅など）を2駅として計算しているため。但し、2線が交差し対面乗り換えができる駅（中正紀念堂駅、古亭駅）は1駅と計算している。
3. ↑  台北捷運の日本語サイトも参考にされたい
4. ↑  2022年6月末で撤退[22]
5. ↑  台北捷運は上限運賃が65元のためデポジットの範囲内となり、100元以上の運賃が存在する台鉄や桃園捷運と違い出場時にも制限がかからない